# ماري سالوم
ماري سالوم (3 أكتوبر 1884 - 3 مارس 1955) كانت طبيبة سورية، ومقرها في فيلادلفيا، بنسلفانيا. كانت تخطط لبناء مستشفى في سوريا، وعملت في مجال صحة الرضع والأطفال.

## الحياة المبكرة والتعليم
ولدت ماري سلوم في سوريا في منطقة جبل لبنان، والدها خليل سلوم (خليل يعقوب سلوم) وبربرا غصن (جوسن) سلوم. كان والدها من كوسبا في لبنان الحالي، والتي اعتبرتها ماري سلوم أيضًا مسقط رأسها.  كان والدها وكيلًا لشركة شحن، وأول رئيس للجمعية الخيرية السورية في فيلادلفيا. 
التحقت سالوم وشقيقها عبد الله بكلية الطب في فيلادلفيا. تخرجت ماري سالوم من كلية الطب النسائية في عام 1909. 

## حياة مهنية
في عام 1909 أعلنت سلوم عن خطط لبناء مستشفى في سوريا بدعم مالي من صديقتها هيلين م. جولد (ابنة جاي جولد ) وبالشراكة مع شقيقها عبد الله ك. سلوم.  
في عامي 1913 و1918، كانت سالوم لا تزال في الولايات المتحدة  عضوًا في جمعية صحة الطفل، حيث كانت تتحدث عن صحة الرضع والأطفال لمجموعات المجتمع وخاصة النساء المهاجرات الشابات.    لقد قامت بتنظيم ما لا يقل عن ثلاثة فروع لرابطة الأمهات الصغيرات؛ لتثقيف الفتيات بعضهن تحت سن العاشرة، واللواتي يعتنين بإخوتهن الأصغر سناً؛ لأنه في أغلب الأحيان تقع عليهن كل مسؤولية رعاية الصغار. كما أوضحت في عام 1913 أنها وجدت أن هؤلاء الفتيات الصغيرات كن تلميذات متميزات للغاية، وكانوا حريصين على التعلم." 

## المنشورات
كتب الأخوة سالوم مقالاً مشتركًا عن "السبب الحقيقي وتسلسل ضربات القلب" (1907)  ومقالًا آخر عن الرؤية المزدوجة.    نشرت ماري سالوم أيضًا أبحاثًا طبية بمفردها بما في ذلك تحليل إحصائي لحالات الخناق، ودراسة الجرعة في التخدير الشوكي.
- "السبب الحقيقي وتسلسل ضربات القلب" (1907، مع عبد الله ك. سلوم) [2]
- "نظرية الرؤية المزدوجة" (1909، مع عبد الله ك. سلوم) [12]
- "تقرير أولي لتحليل إحصائي لأكثر من 43000 حالة من حالات الخناق" (1910)
- "تحديد جرعة ستوفاين في التخدير الشوكي من خلال مراقبة ضغط الدم" (1910)

## الحياة الشخصية
عاشت ماري سالوم مع أختها الصغرى كاثرين بروير في سنواتها الأخيرة. توفيت في فيلادلفيا عام 1955 عن عمر يناهز 70 عامًا. كانت ابنة أختها أيلين سالوم فريمان كاتبة وفنانة ومؤرخة محلية. 